# Hudik/Björkberg IBK
Hudik/Björkberg IBK, även kallat H/B, är en svensk fd innebandyförening grundad i Hudiksvall 1996 som hade  Håstaholmen (Numera Oilquick Arena).

## Historik
Hudik/Björkberg IBK bildades 1996 genom en sammanslagning mellan Björkbergs IBK och Hudik City IBK.
Säsongerna 2001/2002, 2002/2003 spelade herrlaget i Elitserien. Damlaget spelade säsongen 1997/1998 i Elitserien.
2023 valde Hudik/Björkberg IBK och Håsta IBK att gå samman och bilda IBK Hudik den största föreningen i Hudiksvall och Hälsingland vad gäller antalet lag och en förening med verksamhet både på dam-, herr- och ungdomssidan.
Hemmamatcherna spelas på Håstaholmen (Numera OilQuick Arena).